# Roman Krzemiński

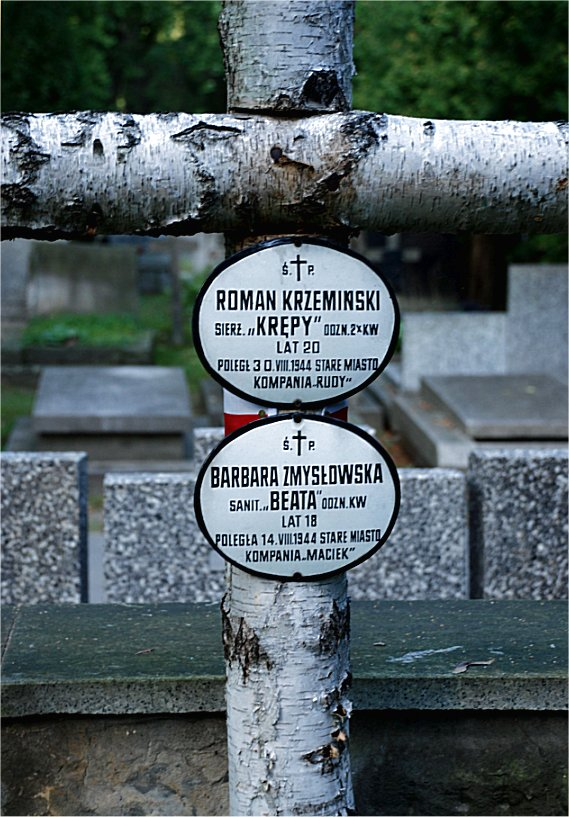
Nad mogiłą na Powązkach Wojskowych

Roman Krzemiński ps. Krępy (ur. 30 czerwca 1924 w Miłośnie, zm. 30 sierpnia 1944 w Warszawie) – sierżant, uczestnik powstania warszawskiego w III plutonie „Felek” 2. kompanii „Rudy” batalionu „Zośka”.
Był harcerzem 80. Drużyny Harcerskiej im. Jędrzeja Śniadeckiego. Podczas okupacji hitlerowskiej działał w konspiracji. Poległ 30. dnia powstania warszawskiego w walkach w rejonie ul. Bielańskiej na Starym Mieście, podczas próby przebicia do Śródmieścia. Miał 20 lat. Pochowany wraz z Barbarą Zmysłowską (ps. „Beata”) w kwaterach żołnierzy i sanitariuszek batalionu „Zośka” na Wojskowych Powązkach w Warszawie (kwatera B20-2-18).
Został dwukrotnie odznaczony Krzyżem Walecznych.